# Vânătorii de fantome II
Vânătorii de fantome II  (titlu original: Ghostbusters II) este un film american din 1989 regizat de Ivan Reitman.   Rolurile principale au fost interpretate de actorii Bill Murray, Dan Aykroyd, Sigourney Weaver, Harold Ramis, Rick Moranis, Ernie Hudson și Annie Potts. Este o continuare a filmului Vânătorii de fantome din 1984.

## Rezumat
După ce Vânătorii de fantome salvează New York-ul de Gozer, cinci ani mai târziu, cercetarea lor paranormală este interzisă și sunt dați în judecată, ceea ce le aduce pierderea locurilor de muncă. Membrii echipei se ocupă cu activități diferite, în timp ce fosta iubită a lui Peter Venkman, Dana Barrett, se adresează din nou lor din cauza unor evenimente paranormale legate de băiețelul ei, Oscar. O pictură din muzeul unde lucrează Dana, care îl reprezintă pe vrăjitorul malefic din secolul al XVI-lea, Vigo Carpatinul, începe să prindă viață și îl alege pe Oscar drept corp pentru a reveni în viață.
Vânătorii de fantome descoperă un râu de nămol în oraș și își dau seama că acest nămol reacționează la emoțiile negative ale oamenilor. În noaptea de Revelion, nămolul provoacă haos în întregul oraș. Folosind energia pozitivă a populației, ei reînvie Statuia Libertății și se îndreaptă spre muzeu, unde se confruntă cu Vigo, depășind bariera de nămol. Deși Vigo încearcă să-l captureze pe Oscar, datorită energiei pozitive a mulțimii și eforturilor Vânătorilor de fantome, el este trimis înapoi în pictură. Vânătorii de fantome sunt din nou proclamați eroi în oraș, după ce salvează din nou New York-ul.

## Distribuție
- Bill Murray - Peter Venkman
- Dan Aykroyd - Raymond Stantz
- Sigourney Weaver - Dana Barrett
- Harold Ramis - Egon Spengler
- Rick Moranis - Louis Tully
- Ernie Hudson - Winston Zeddemore
- Annie Potts - Janine Melnitz
- Peter MacNicol - Janosz Poha
- Kurt Fuller - Jack Hardemeyer
- David Margulies - Mayor Lenny Clotch
- Harris Yulin - Judge Stephen Wexler
- Janet Margolin - the Prosecutor
- William T. Deutschendorf & Hank J. Deutschendorf II - Baby Oscar

## Vezi și
- Listă de filme cu fantome
- Listă de filme de comedie din anii 1980
- Listă de filme fantastice din anii 1980
- Listă de filme referitoare la Crăciun
- Listă de filme americane de comedie
- 1989 în științifico-fantastic
- Listă de filme de Anul Nou